# Maritsa

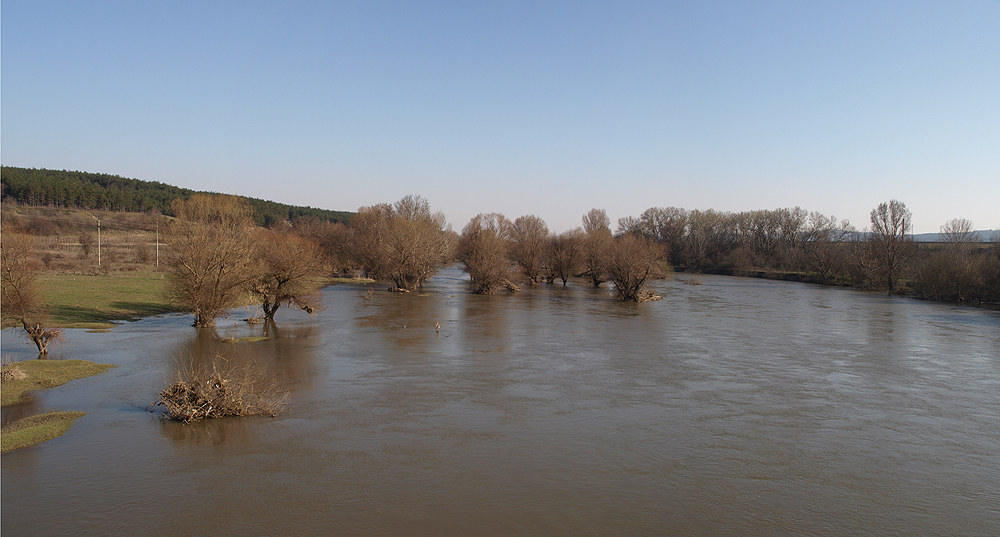
El riu Maritsa prop de Khàrmanli (Bulgària)

El Maritsa (búlgar: Марица Maritsa, grec: Έβρος, Evros; turc: 'Meriç') és un riu de Bulgària, Grècia i Turquia. Fou el clàssic Hebros. El seu curs és de 480 km.
Neix de les muntanyes Rila, al nord-oest de les muntanyes Ròdope, al sud de Sofia, i forma una llarga vall que separa les muntanyes dels Balcans, al nord, del Ròdope al sud. Passa per Plòvdiv i arriba a territori turc, a 20 km a l'oest-sud-oest d'Edirne, i forma la frontera grecoturca durant 14 km; entra breument a la província d'Edirne, on rep el Tunca prop de la capital provincial, i gira al sud, i a 8 km més avall torna a formar la frontera amb Grècia. Rep l'afluent Ergene i desaigua poc després a la mar Egea, on forma un delta a l'est on es troba el port d'Enez.

## Història
Antigament s'anomenava Euros (grec antic: Εὖρος) o Hebros (grec antic: Έβρος; llatí: Hebrus) i fou el principal riu de l'antiga Tràcia. El seu naixement era al mont Skomios, proper als Ròdope, al nord-oest de Tràcia, i corria en direcció sud-est fins prop d'Adrianòpolis, quan girava al sud-oest fins a la mar Egea, on desaiguava prop d'Aenos. Era navegable fins a Filipòpolis. Prop de la desembocadura es dividia en dues branques; la branca oriental formava el llac Stentoris. Els seus afluents principals eren el Suemos, l'Arda, l'Artiscos, el Tonsos i l'Agrianes. Segons les fonts antigues, alguna vegada el riu es glaçava a l'hivern.
Sota domini romà d'Orient, la regió va pertànyer temporalment a búlgars, petxenegs i cumans. A la primera meitat del segle xiv hi feia incursions el cap turcman Aydın, que va remuntar el riu amb els seus vaixells i arribà fins a Demòtica (Didimótikho o Dimetoka) en la seva incursió del 1343. Els otomans hi van arribar per terra sota Murat I. La contraofensiva sèrbia iniciada el 1364 va suposar una greu derrota (26 de setembre de 1371) a la riba esquerra del riu i l'exèrcit serbi va haver de fugir en desbandada creuant el riu; aquesta batalla fou coneguda a Turquia com a Sırp Sındığı  ('la derrota sèrbia') i més comunament com la batalla del riu Maritsa (o Meriç) o de Txernomen (pel poble més proper, avui Orménio, a Grècia); els dos prínceps serbis germans, el rei Vlkašin i el dèspota Uglješa, hi van morir; Serres fou annexionat al domini grec de Tessalònica.
Edirne, a la vora del riu, fou la residència principal dels soldans otomans abans (i de vegades després) de la conquesta de Constantinoble. A l'illa del riu anomenada Kirişçiler es van celebrar algunes cerimònies destacades de l'imperi. La vall del riu ja era considerada pels romans d'Orient el graner de Constantinoble, i aquest paper va continuar sota el domini tuc. El cultiu de l'arròs s'hi va introduir el segle xv, i els productes de la zona eren transportats pel mateix riu fins a Enez i després per mar fins a la capital. Aquesta situació es va mantenir fins al 1870.
El riu fou objecte de disputa durant la delimitació de fronteres amb Bulgària i amb Grècia. En el tractat de Lausana del juliol de 1923 els grecs van acceptar retirar-se al darrere del riu, que en part va formar la frontera. El 2005 va causar greus inundacions.